# Victims’ Rights Movement
Victims’ Rights Movement (dt.: Bewegung zum Schutz der Opferrechte) verfolgt in den USA die Idee, dem Opfer einer Straftat im Strafverfahren gegen den Straftäter eine ausreichende bzw. gewichtige Möglichkeit zu geben, sich vor Gericht zu äußern.
Die Viktimologie als eine Teildisziplin der Kriminologie in der Straf-Rechtswissenschaft befasst sich mit der Opferforschung.

## Geschichte
Die Stärkung von Opferrechten wurde in den USA bereits in den 1960er Jahren postuliert. Die moderne Victims’ Rights Movement war dann zum Teil ein Ergebnis der Entscheidung des Obersten Gerichtshofs der Vereinigten Staaten von 1973 in der Rechtssache (Rs) Linda vs. Richard, in welcher noch klar an einem Ausschluss des Opfers vom Strafverfahren festgehalten wurde, jedoch hat der Oberste Gerichtshof auch erklärt, dass entsprechende Gesetze zum Opferschutz erlassen werden können. 1975 veröffentlichte der konservative Rechtsanwalt Frank G. Carrington mit Hilfe der Heritage Foundation das Buch The Victims. 1982 unter dem konservativen Präsidenten Ronald Reagan wurde ein Abschlussbericht der Task Force des Präsidenten (Task Force on the Victims of Crime) zu den Opfern der Kriminalität veröffentlicht. Dies war der weitere Anstoß, eine unabhängige Mitwirkungsrolle für Opfer von Straftaten in Strafverfahren zu schaffen, und zwar in der Gesetzgebung der einzelnen Bundesstaaten und auf Bundesebene im US-Kongress. Dabei wurden in zumindest 33 Staaten die Verfassung geändert, um die Rechte der Verbrechensopfer zu schützen und die übrigen Bundesstaaten haben ein einfaches Gesetz über die Rechte der Verbrechensopfer verabschiedet. Auf Bundesebene wurde vom US-Kongress 1982 das erste von mehreren Verbrechensopfergesetzen (Victim and Witness Protection Act) verabschiedet. 1984 wurde in weiterer Folge der Victims of Crime Act (VOCA), 1994 der Violence Against Women Act und  2004 der Crime Victims' Rights Act zur Verstärkung der Opferschutzrechte verabschiedet. Durch den Crime Victims' Rights Act wurde auch der Crime Victims Fund (Opferentschädigungsfonds bei Straftaten) eingerichtet.
In der Rs. Payne vs. Tennessee hat der Oberste Gerichtshof der Vereinigten Staaten ausdrücklich anerkannt, dass Opfer von Straftaten keine namenlosen / gesichtslosen Nichtakteure im Strafjustizsystem sein sollen.
Die Victims’ Rights Movement wurde auch weiter verstärkt Teil der Diskussion in der Zivilgesellschaft, wobei sich so unterschiedliche Bewegungen für Recht und Ordnung (law and order), Konservatismus, Bürgerrechtsbewegungen (Civil Rights Movement) und die Frauenbewegung (Feminist movement) dafür einsetzen. Diese stellen Aufklärung, Rechtshilfe, Hotlines und Schutzhäuser für Opfer von Verbrechen zur Verfügung.

## Opferschutzrechte
Die vom Victims’ Rights Movement geforderten Opferschutzrechte lassen sich in folgende Kategorien einteilen:
- das Recht auf Information;
- das Recht, in Strafverfahren anwesend zu sein;
- das Recht auf ein ordnungsgemäßes Verfahren, d. h. das Recht auf Benachrichtigung und die Gelegenheit, bei wichtigen Strafjustizverfahren gehört zu werden;
- das Recht auf finanzielle Entschädigung für Schäden, die infolge einer Straftat entstanden sind, wie Rückerstattung und / oder Entschädigung / Reparationen;
- das Recht auf Schutz; und
- das Recht auf Privatsphäre.[16]

Wesentlich für die Gewährung der Opferschutzrechte ist auch die Umsetzung im Verfahren selbst und die Schulung von Juristen.
Durch den Crime Victims' Rights Act (2004) werden Opfern folgende Rechte eingeräumt:
- Das Recht auf Schutz vor dem Angeklagten,
- Das Recht auf Benachrichtigung,
- Das Recht, nicht vom Verfahren ausgeschlossen zu werden,
- Das Recht, im Strafverfahren zu sprechen,
- Das Recht, sich mit dem Staatsanwalt zu beraten,
- Das Recht auf Rückerstattung  (Restitution),
- Das Recht auf ein Verfahren ohne unangemessene Verzögerung,
- Das Recht auf faire Behandlung und die Achtung der Würde und Privatsphäre der Opfer[18][19][20]

## Opferschutzeinrichtungen
Im Rahmen der Victims’ Rights Movement haben sich verschiedene Einrichtungen in den USA der Problematik angenommen (Beispiele):
- National Crime Victim Law Institute (NCVLI)[21],
- National Alliance of Victims' Rights Attorneys (NAVRA)[22],
- National Organization for Victim Assistance (NOVA)[23],
- National Center for Victims of Crime[24].

## Kritik an der Bewegung zum Schutz der Opferrechte und den Auswirkungen
Das Victims’ Rights Movement ist aufgrund von Missständen in der Justiz und der extensiven Verwendung z. B. der Emotionen von Opfern zur Beeinflussung der Geschworenen durch die US-Staatsanwaltschaften in Kritik geraten. Dabei sind drei wesentliche Punkte essentiell, die im Strafverfahren relevant sind, da die Einbeziehung der Rechte der Opfer:
- das Recht des Angeklagten auf ein faires Verfahren direkt untergraben kann,
- der Einfluss auf die Ermessensfreiheit der politisch abhängigen Staatsanwaltschaft intransparent und vergrößert wird[26],
- im Verfahren Elemente wie Rache und persönliche Emotionen unangemessen Raum gegeben wird und das Rechtssystem grundsätzlich nicht zur Therapie von Opfern von Straftätern dient bzw. sich eignet.[27][28]

Die Gesetzgebung in den USA hat auch in dieser Beziehung Anlassgesetzgebung betrieben (siehe z. B.: Victims’ Rights Clarification Act of 1997). Aber auch im Rahmen des richterlichen Ermessens sind Missbräuche bekannt geworden (siehe hierzu auch den Prozess gegen Timothy McVeigh bzw. O. J. Simpson). In einem öffentlich im Rundfunk übertragenen Strafverfahren in Michigan gegen den ehemaligen Teamarzt des amerikanischen Turnteams, Larry Nassar, wegen sexueller Übergriffe, wurden von der vorsitzenden Richterin, Rosemarie Aquilina, 156 Frauen als Zeuginnen zugelassen, von denen der Großteil mit dem konkreten Strafverfahren und den Vorwürfen des Staatsanwaltes gegen Nasser selbst gar nichts zu tun hatten. Gerichte in den USA haben auch bereits Gedichte von Opfern, „handgefertigte Gegenstände des Opfers“, „Briefe von Kindern an ihre ermordete Mutter“, Fotografien der Totgeburt, Memorial Videos etc. als „Beweismittel“ zugelassen. Die Verwendung solcher Musik-Videos ist inzwischen zu einem gewinnorientierte Geschäft geworden, das nicht nur Opfer, sondern auch Täter vor Gericht zur versuchten Beeinflussung der Richter bzw. der Geschworenen nutzen. Ebenso werden PowerPoint-Folien, Facebook-Zeitleiste oder digital optimierte Rekonstruktionen des Verbrechens als „Beweise“ vorgelegt und von den US-Gerichten zugelassen. Dadurch kommt es zu einem technologisch geführten „Kampf“ um die Sympathie des Gerichts bzw. der Geschworenen.